# 灶君
灶君，俗稱灶神、灶王、灶公，是東亞民間信仰中主掌廚房和飲食的神，另有專司監察民眾善惡職能。

## 女性形象
莊子《南華經》中說「灶有髻」，晉朝司馬彪解曰「着赤衣、狀如美女」。灶君是昆仑山上一老母，俗称为“昆仑老母”；道书《敬灶全书·灶王经》中称其为“云种火老母”或“种火老母元君”（“元君”是道教封女仙所使用的尊称），她麾下有五方五帝灶君、曾灶祖灶、灶子灶孙、运火将军以及进火神母等三十六神。俗话说“民以食为天”，她主管人间饮食，专门为天庭督查人间一切事物，还能操控一家人的生死祸福。后世民间大概觉得红衣美女的形象不太稳重，后来便用灶神奶奶将其取代，并与灶王爷并肩而坐。
《太上靈寶補謝竃王經》記載：

道言。昔登崑崙之山。有一老母獨處其中。莫知其由。是時。即有妙行真人。上白天尊曰。此之老母。未審復是何人？獨住此山。殊無畏懼。

天尊曰。惟此老母。是名種火之母。能上通天界。下統五行。達於神明。觀乎二炁。在天則為天帝。在人間乃為司命。又為北斗七元使者。主人壽命長短。富貴貧賤。掌人職祿。又為五帝竈君。管人住宅。十二時辰。普知人間之事。每月朔日。記人造諸善惡。及其功德。錄其輕重。夜半奏上天曹。定其簿書。悉是此母也。凡人家竈。皆有禁忌。若不忌之。此母能致禍殃。弗可免也。

## 男性形象
民間印製灶神圖普遍皆採男性形象，有的圖中並繪有灶君夫人，稱「增壽夫人」。男性灶神有如下說法：

### 张单
东汉许慎《五经通义》曰：灶神姓张名单，字子郭；其妇姓王名搏颊，字卿忌（一說為郭丁香）。唐代段成式《酉陽雜俎》也說：灶神名喚張單，字子郭，夫人字卿忌，有六個女兒，皆名為察洽。
扶鸾信仰尊張單为张恩主，台灣鸾堂中常將张单与关羽、呂洞賓共同祭拜稱為“三聖恩主”，或者另外加上岳飛、王灵官兩神成為“五恩主”、“五聖恩主”，著名的台北行天宮，即祭祀五恩主。也有搭配文昌帝君、玄天上帝等神祇組成四恩主、五恩主的。
灶神為張單，為民間最普遍的說法。

### 張宙
古時一人名張宙。因喫喝嫖賭耗盡家產，將妻賣與他人為婦，亦不堪支用，終成乞丐。一日乞討至一富人門首，即該婦之戶。婦招宙入，以給飯食，不巧主人歸，主人命妻燒水。張宙恐主人誤會，為保妻名節，奮身入灶而燒死（一說撞柱而死）。後妻每晨昏皆於灶頭設香案祭祀，主人問，則謊稱「人以灶烹食為生，不敬灶神，將譴」。附近人家效之，遂成祭祀灶神之風。但此說並無任何文獻支持，無法判定真偽。

### 炎帝
西漢淮南王劉安《淮南子》認為灶神是炎帝，說：“炎帝於火，死而為灶。”

### 重黎
東漢應劭《風俗通》則認為灶神是祝融重黎：“顓頊氏有子曰黎，為祝融，祀以為灶神。”

### 蘇吉利
隋朝的杜台卿《玉燭寶典》指出：灶神蘇吉利，婦名搏頰。

## 尊稱
- 民國《竈君經》：「九天東廚司命定福竈君元皇定國護宅天尊」
- 1956年李添春《臺灣省通志稿．卷二：人民志宗教篇》：「九天東廚司命灶君」
- 2004年殷登國《歲節的故事》：「護宅天尊」、「九天司命定福灶君」、「東廚司命定福灶君」、「東廚司命九靈元王定福真君」

## 信仰職能

### 監察神
漢朝以後，灶君为五祀神之一，与司命、行神、门神、户神，同为司察小过的家宅神，負責監察人間罪惡，掌握壽夭禍福。
民間認為，灶神會在舊曆年尾回到天庭，向玉皇大帝稟告人間家家戶戶的善惡，所以每年歲末大家都會祭拜灶君，稱之祭灶節，希望灶君在天上可以為自家美言幾句，為自己招祥避禍。
禱詞常見的是：「今年又到二十三，敬送灶君上青天。有壮马有草料，一路顺风平安到。供的糖瓜甜又甜，请对玉皇进好言。」另一版本：「灶王爷本姓张，骑着马挎着枪，上天言好事，下界保安康。」

### 飲食神
人類在進化的歷史中，發現火而得熟食，因此延長壽命。祭灶，亦為感恩食物之來源，餐飲業視灶神為行業神，有的廚師會在灶神前行收徒儀式。

### 護宅神
灶神為家宅神信仰，源於《礼记》的五祀：门、户、中霤、灶、行，為守護家宅的五位神明，故灶神受尊稱為。中國民間有話云「灶灰瞇鬼眼」，一些農村百姓會在庭院四周撒上灶灰，藉以驅鬼避邪。

## 祭祀方式

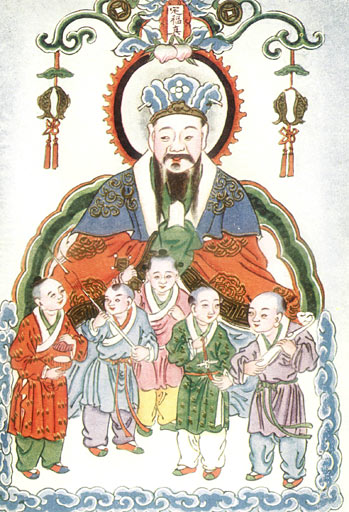
灶君，选自《Myths and Legends of China》，1922年，E. T. C. Werner绘

在閩南與台灣民間信仰使用的佛祖漆上，常繪製有家堂五神，也常有灶君的圖像，民眾會將灶君與自家奉祀之神一同祭拜。另有些人，會將灶君神位、香火、造像設於自宅廚房爐灶附近，日日奉祀。
因為灶神監察人間善惡，並在年底稟報天庭。農曆年底送神日，人们很謹慎的祭拜灶君圖像，如無供奉畫像者，則用紅紙寫上「司命灶君神位」、「敬奉司命灶君」等類字樣，貼在爐灶上祭拜，供奉肉食、糖餅、茶酒、水果等等。有些人甚至會準備牧草或生鮮蔬菜（如生的紅蘿蔔、地瓜、黃瓜等）供奉灶君所乘之駿馬。在唐代著作《辇下岁时记》中，间有“以酒糟涂于灶上，使司命（灶君）醉酒”的记载。繼承此俗，有些地區的人，祭灶时，还要把糕點、糖漿、糖粉之類的甜食塗在灶君圖像的嘴上，希望灶君不在玉帝那里讲自己家的坏话，以避免上天的責罰，不過現代人常用糖果或巧克力輕輕往香爐方向劃過，略做表示。
少數的地方有“男不拜月，女不祭灶”的习俗，因此只限男子祭灶君圖像或神位。，祭祀完後，將圖像或神位揭下，與紙錢、紙馬等物一起燒化，送其歸天，直到正月初四才來繼續監察人世。
正月初四為接神，灶神將要再度下凡，繼續監督民間的善惡，所以民間會在本日祭祀灶神與家中諸神。
福建馬祖地區，每到年節前當地立法委員便印製灶君圖分送鄉民，鄉民多貼於廚房內，祭灶時備有豐盛食物及特別之「祭灶料」（包含麻粩、生仁等甜食）。在福州有「官三民四曲蹄五」的說法，即祭灶的時間，當官人家在農曆十二月二十三日，百姓在二十四日，蜑民在二十五日。

## 主祀廟宇
臺灣主祀灶君的廟宇有新竹縣北埔鎮五指山灶君堂、臺中市梧棲區東天宮、南投縣埔里鎮司命宮灶財神廟、高雄市鳳山區五甲皇奉宮、屏東縣東港鎮九龍宮、屏東縣佳冬鄉九天宮、屏東縣萬丹鄉社皮客厝司命壇、屏東縣林邊鄉九天廣聖宮、屏東縣恆春鎮寶靈宮、宜蘭縣五結鄉開基灶君廟省民堂等。